# Sylviaslægten
Sylvia er en slægt af fugle, der er udbredt i Europa, Asien og Afrika. Det er sangere, der især lever af insekter og mindre bær. De danske arter trækker bort om vinteren og overvintrer længere mod syd. Nogle arter trækker til Afrika.
Nyere forskning tyder på, at slægten Sylvia kun bør bestå af seks arter: munk og havesanger samt fire afrikanske arter fra de nuværende slægter Horizonrhinus, Lioptilus og Pseudoalcippe.

## Arter
Et udpluk af de 28 arter i slægten Sylvia:
- Gærdesanger, Sylvia curruca
- Tornsanger, S. communis
- Havesanger, S. borin
- Munk, S. atricapilla
- Høgesanger, S. nisoria
- Hvidskægget sanger, S. cantillans
- Sardinsk sanger, S. sarda
- Sorthovedet sanger, S. melanocephala
- Sortstrubet sanger, S. rueppelli
- Asiatisk ørkensanger, S. nana
- Yemensanger, S. buryi, sårbar art
- Provencesanger, S. undata, nær truet

De fire førstnævnte arter er almindelige danske ynglefugle, mens de to sidstnævnte er på IUCNs rødliste over henholdsvis sårbare og næsten truede arter i forhold til global udryddelse.